# هجوم قاعدة تشوهيف الجوية
هجوم قاعدة تشوهيف الجوية الذي وقع في 24 فبراير 2022 في تشوهيف، خاركيف أوبلاست، أوكرانيا خلال الغزو الروسي لأوكرانيا.

## خلفية
تقع قاعدة تشوهيف الجوية في مدينة تشوهيف في خاركيف أوبلاست في أوكرانيا. ضمت القاعدة الجوية طائرات بدون طيار من طراز بيرقدار تي بي 2.

## الهجوم
في أولى ساعات الغزو العسكري الروسي لأوكرانيا استهدف هجوم صاروخي روسي قاعدة تشوهيف الجوية. في أعقاب الهجوم، نشرت شركة ماكسر لتقنيات الفضاء ومقرها الولايات المتحدة صورًا من الأقمار الصناعية لما بعد الهجوم. وفقًا للمعلومات، خلف الهجوم أضرارًا في مناطق تخزين الوقود والبنية التحتية.